# Акале, Канга
Канга Акале (англ. Kanga Gauthier Akalé; 7 марта 1981, Абиджан, Кот-д’Ивуар) — ивуарский футболист, выступавший на позиции полузащитника за национальную сборную Кот-д’Ивуара и целый ряд клубов.

## Клубная карьера
Во взрослом футболе дебютировал в 1997 году выступлениями за команду клуба «Стелла д’Аджаме», в котором провёл один сезон, приняв участие в 17 матчах чемпионата.
С 1998 по 2003 год играл в составе швейцарских клубов «Сьон» и «Цюрих».
Своей игрой за последнюю команду привлёк внимание представителей тренерского штаба клуба «Осер», к составу которого присоединился в 2003 году. Сыграл за команду из Осера следующие четыре сезона своей игровой карьеры. Большую часть времени, проведённого в составе «Осера», был основным игроком команды.
В течение 2007—2012 годов защищал цвета клубов «Ланс», «Олимпик Марсель», «Рекреативо», «Лехвия» и «Панетоликос».
Завершил профессиональную игровую карьеру в клубе «Арль-Авиньон», за команду которого выступал в течение 2012—2013 годов.

## Карьера в сборной
В 2002 году дебютировал в официальных матчах в составе национальной сборной Кот-д’Ивуара. В течение карьеры в национальной команде, которая длилась до 2008 года, провёл в основном составе команды страны 36 матчей, забив 2 гола.
В составе сборной был участником чемпионата мира 2006 года в Германии, Кубка африканских наций 2006 года в Египте, где вместе с командой завоевал «серебро».

## Достижения
Кот-д’Ивуар
- Финалист Кубка африканских наций (1): 2006

 Осер
- Обладатель Кубка Шарля Симона (2): 2003, 2005
- Финалист Суперкубка Франции (2): 2003, 2005

## Статистика выступлений

### Сборная
| Матчи и голы Канга Акале за сборную Кот-д’Ивуара | Матчи и голы Канга Акале за сборную Кот-д’Ивуара | Матчи и голы Канга Акале за сборную Кот-д’Ивуара | Матчи и голы Канга Акале за сборную Кот-д’Ивуара | Матчи и голы Канга Акале за сборную Кот-д’Ивуара | Матчи и голы Канга Акале за сборную Кот-д’Ивуара | Матчи и голы Канга Акале за сборную Кот-д’Ивуара |
| №                                                | Дата                                             | Место проведения                                 | Соперник                                         | Счёт                                             | Результат                                        | Соревнование                                     |
| ------------------------------------------------ | ------------------------------------------------ | ------------------------------------------------ | ------------------------------------------------ | ------------------------------------------------ | ------------------------------------------------ | ------------------------------------------------ |
| 1                                                | 2 июня 2006                                      | Бондуфль, Франция                                | Словения                                         | 3:0                                              | Победа                                           | товарищ.                                         |
| 1                                                | 14 июня 2008                                     | Габороне, Ботсвана                               | Ботсваны                                         | 1:1                                              | Ничья                                            | квалификация к ЧМ-2010                           |